# Кірторф
Кірторф (нім. Kirtorfⓘ) — місто Німеччини, у землі Гессен. Підпорядковується адміністративному округу Гіссен. Входить до складу району Фогельсберг.

## Географія
Місто розташоване на річці Кляйн, допливі річки Лан, у центральній частині Гессену. 
Площа — 79,88 км2. 

## Історія
Перша згадка про Кірторф міститься у картулярії «Кодекс Ебергарді», за 917 рік. 
З 1205 року Кірторф належало Фульдському абатству, а з 1323 року — графам Цигенгайн.
У 1450 році Кірторф повністю перейшов у власність Людвіга I, ландграфа Гессенського.
Міські права Кірторф отримало 1489 року.
1 квітня 1725 році місто згоріло майже повністю.
Під час регіональної реформи в Гессені, 31 грудня 1971 року, до Кірторфа були приєднані громади Ґляйменгайн, Легрбах, Обер-Ґлін та Ваглен. 1 серпня 1972 року були приєднані громади Арншайн та Гаймертсгаузен.

## Населення
Чисельність населення, станом на 2023 рік, налічує 3 063 особи.

## Галерея

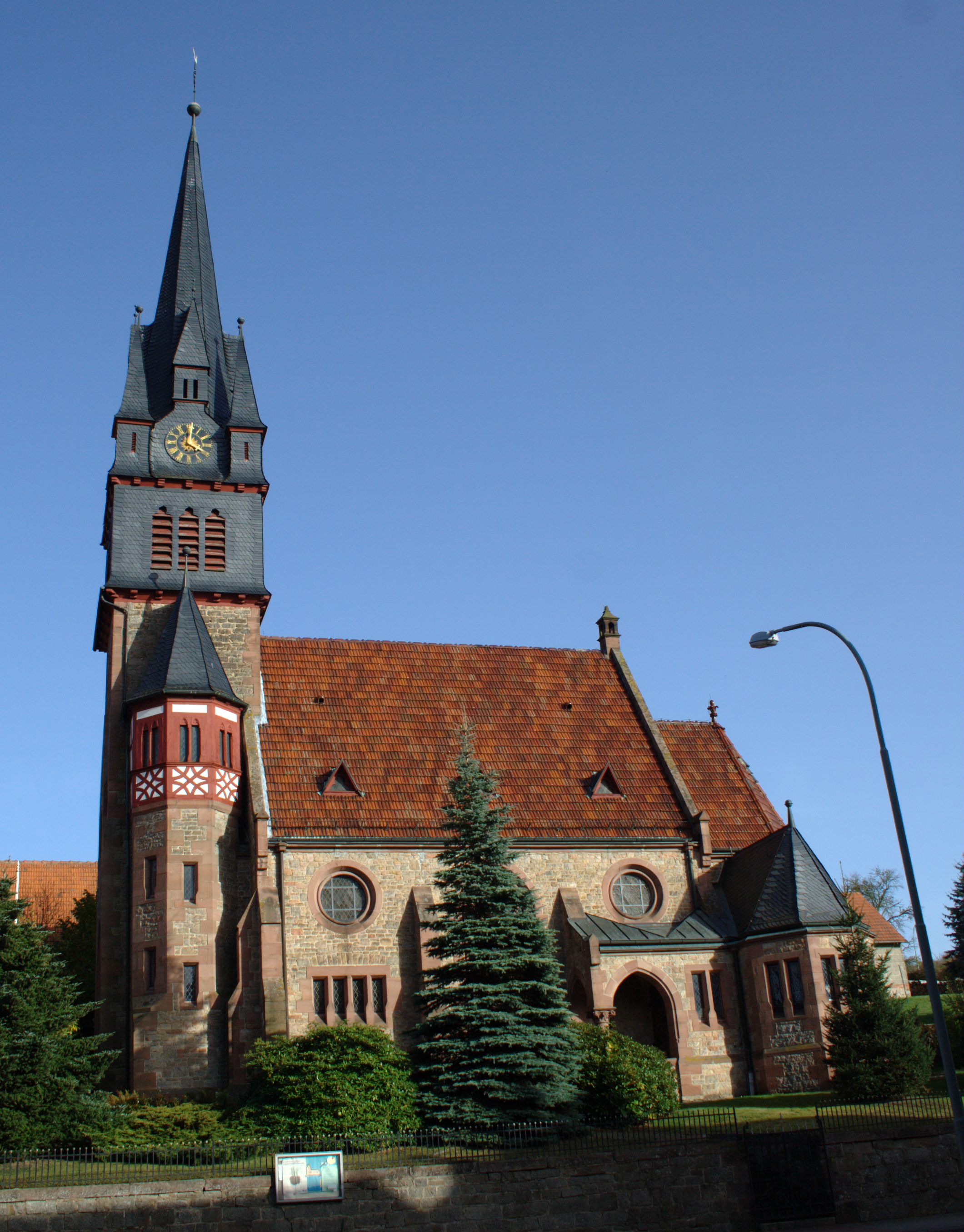
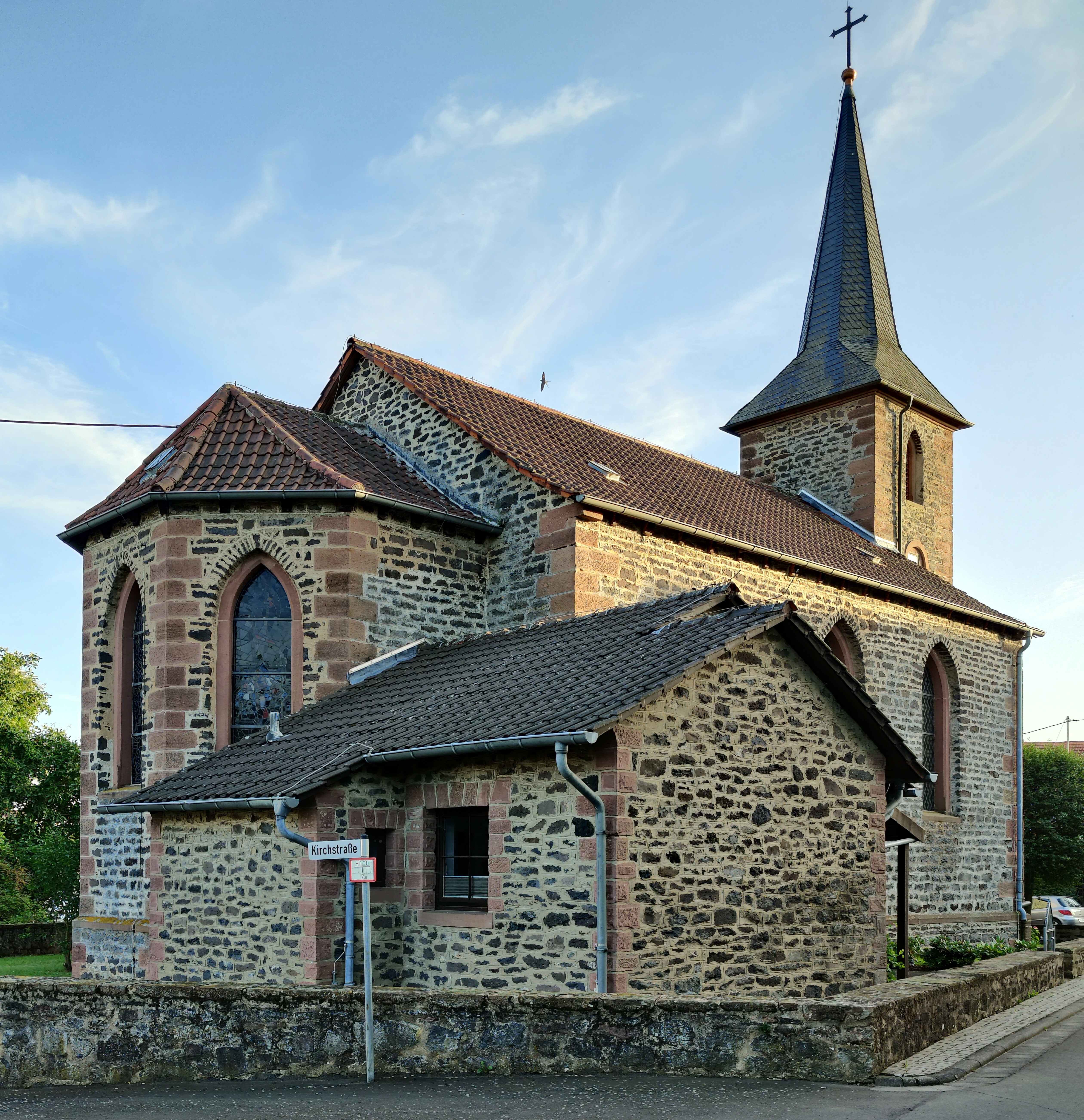
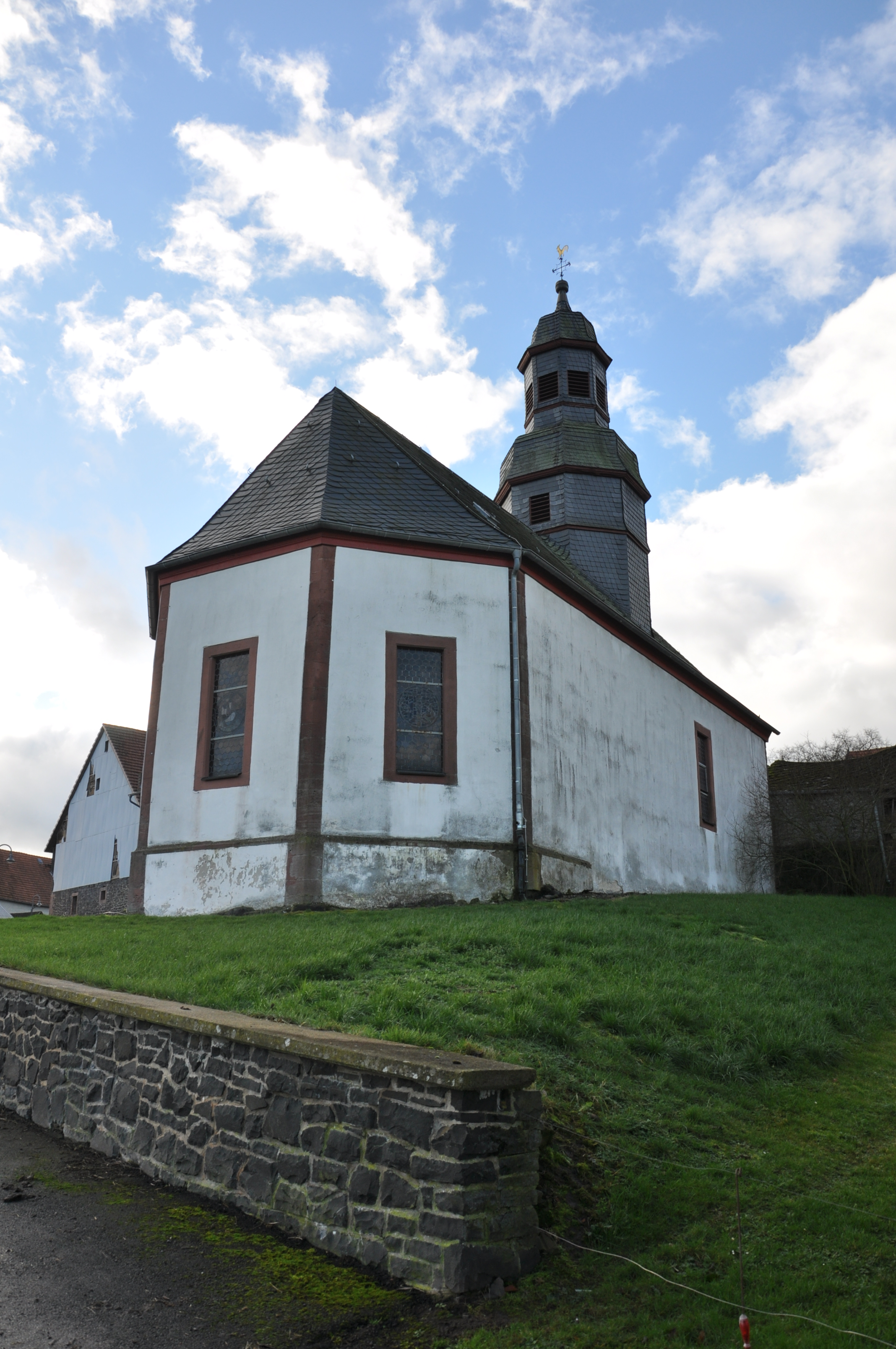
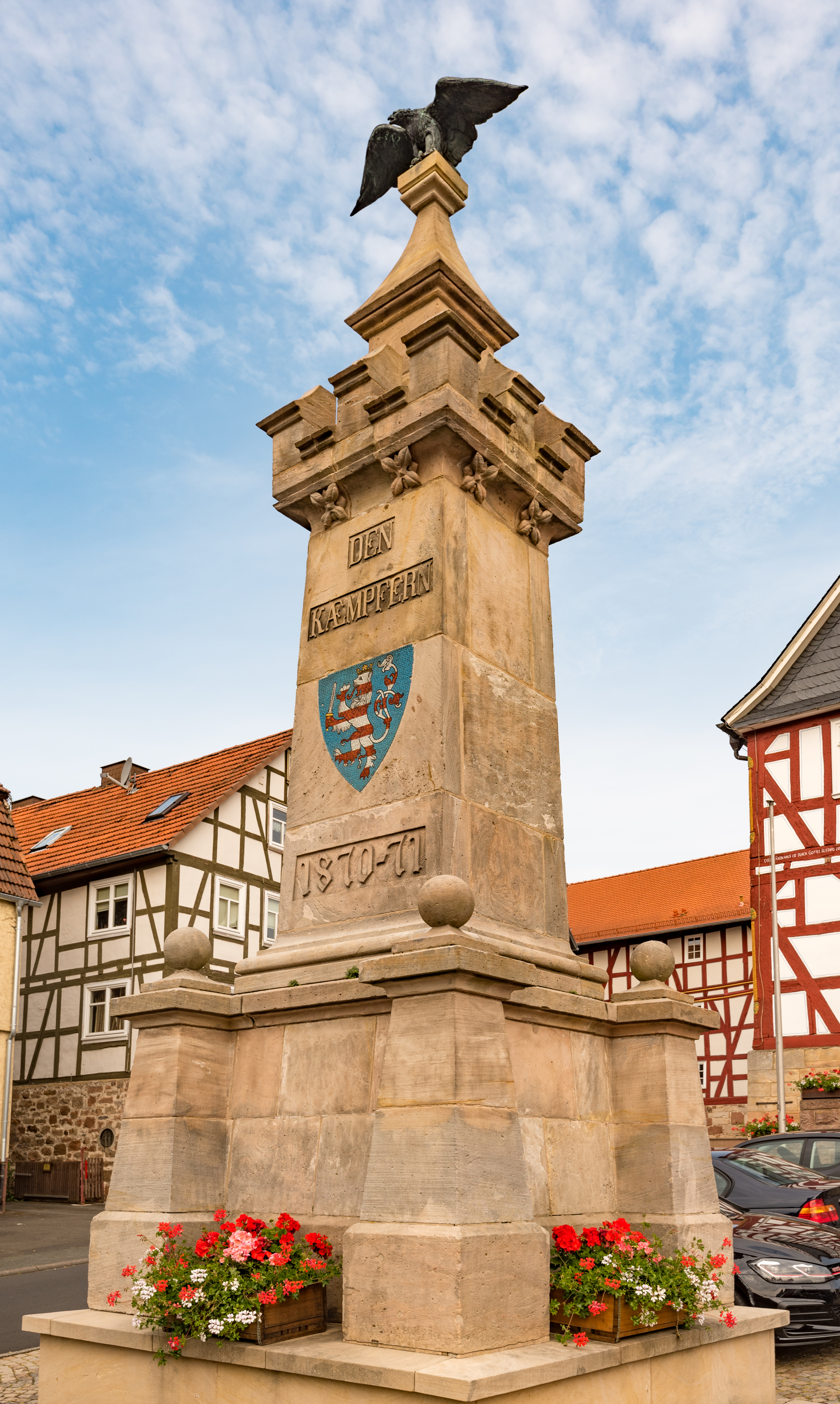
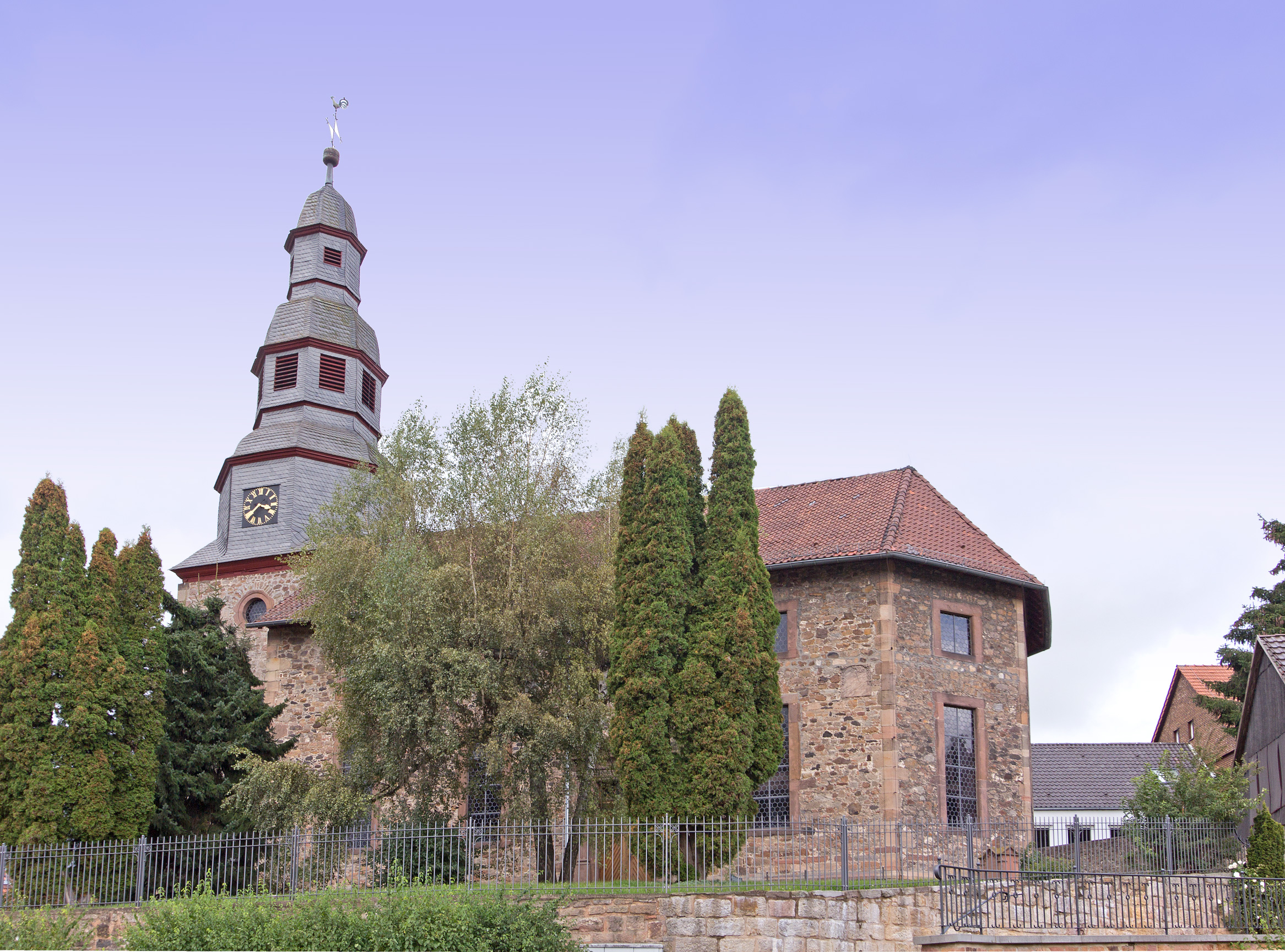
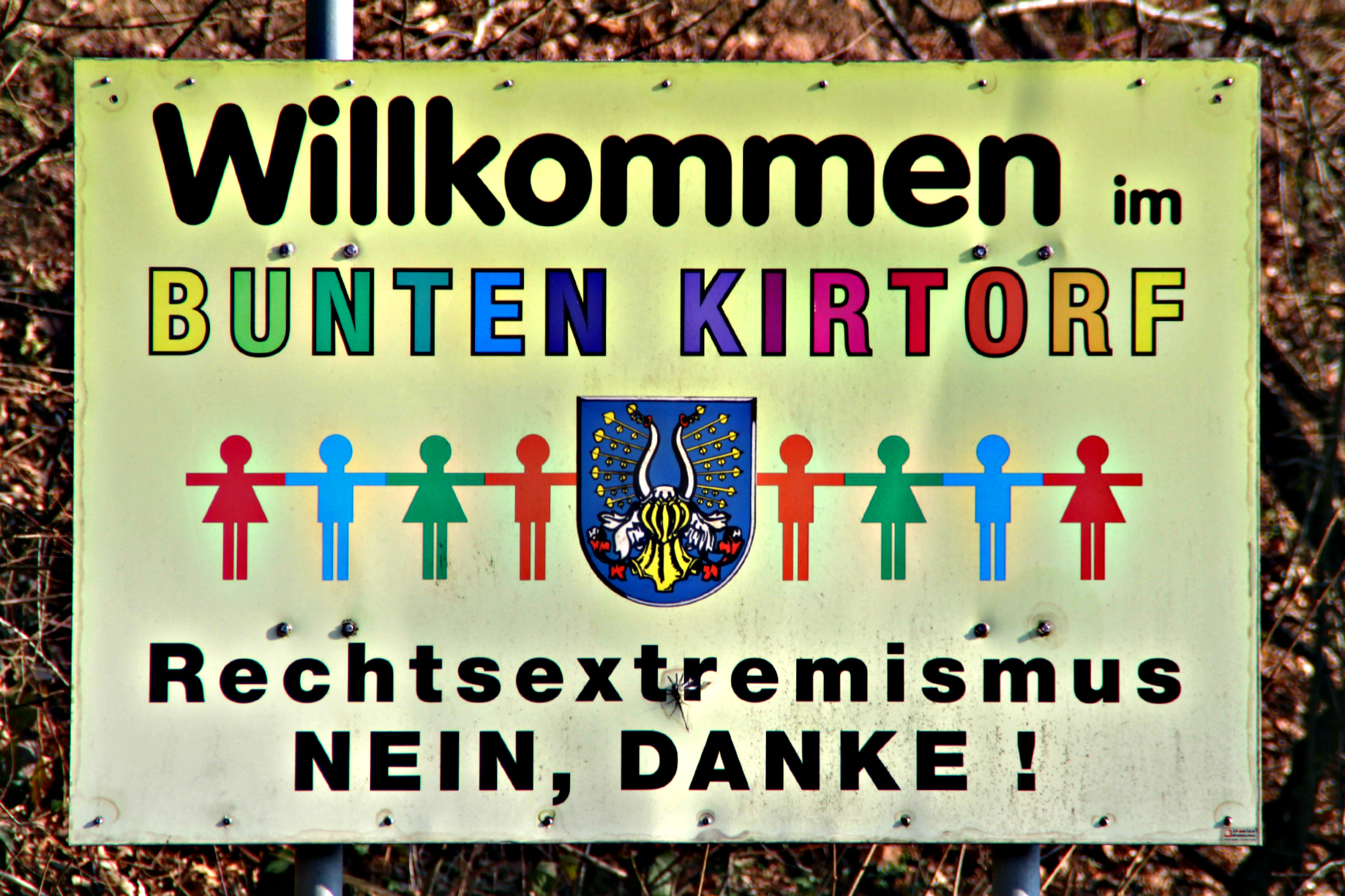

## Міста-побратими
- Кільб[de], Австрія (1983)